# Пхьо Є Джін
Пхьо Є Джін (кор. 표예진) — південнокорейська акторка.

## Біографія
Пхьо Є Джін народилася 3 лютого 1992 року в південнокорейському місті Чханвон, що на півдні країни неподалік від Пусана. Свою акторську кар'єру вона розпочала у 2012 році з епізодичної ролі у серіалі. Наступні два роки вона працювала стюардесою в одній з південнокорейських авіакомпаній
, потім знов повернулася до акторської гри. Першою головною роллю в кар'єрі молодої акторки стала роль у щоденному серіалі «Кохання повертається», в якому зіграла роль багатої дівчини, яка раптово втрачає підтримку родини та змушена тяжко працювати й переосмислити свою систему цінностей. У 2018 році вона зіграла другорядну роль у популярному серіалі «Що не так з секретарем Кім», за що отримала свою першу акторську нагороду.

## Фільмографія

### Телевізійні серіали
| Рік       | Назва                          | Роль         | Мережа   |
| --------- | ------------------------------ | ------------ | -------- |
| 2012      | «Ось і містер О»               |              | MBC      |
| 2015      | «Лицар мрії»                   |              | Naver TV |
| 2016      | «Шлюбний договір»              | Хьон Ара     | MBC      |
| 2016      | «Лікарі»                       | Хьон Су Джін | SBS      |
| 2016      | «Джентльмен з ателье Вольгусу» | Кім Де Чон   | KBS2     |
| 2017      | «Боротьба за свій шлях»        | Чан Йо Чжін  | KBS2     |
| 2017      | «Доки ти спала»                | Чха Йо Чон   | SBS      |
| 2017      | «Кохання повертається»         | Гіль Ин Чжо  | KBS1     |
| 2018      | «Що не так з секретарем Кім»   | Кім Чіа      | tvN      |
| 2019      | «ВІП»                          | Он Ю Рі      | SBS      |
| 2021-2023 | «Таксист»                      | Ан Го Ин     | SBS      |
| 2023      | «Наша квітуча молодість»       | Га Рам       | tvN      |

### Фільми
| Рік  | Назва        | Роль |
| ---- | ------------ | ---- |
| 2014 | «Міс бабуся» | МС   |

## Нагороди
| Рік  | Нагорода                      | Категорія                   | Робота                                          | Результат | Примітки |
| ---- | ----------------------------- | --------------------------- | ----------------------------------------------- | --------- | -------- |
| 2017 | 31-ша Премія KBS драма        | Краща нова акторка          | «Боротьба за свій шлях», «Кохання повертається» | Номінація | [ 5 ]    |
| 2018 | 11-та Премія корейської драми | Популярний персонаж (жінки) | «Що не так з секретарем Кім»                    | Перемога  | [ 6 ]    |
| 2019 | 27-ма Премія SBS драма        | Кращий персонаж (акторки)   | «ВІП»                                           | Перемога  | [ 7 ]    |